# Mẫu Đơn, Hà Trạch
Mẫu Đơn (tiếng Trung: 牡丹区; bính âm: Mǔdān Qū) là một khu (quận) và trung tâm hành chính của thành phố Hà Trạch, tỉnh Sơn Đông, Trung Quốc.

### Nhai đạo
| - Đông Thành (东城街道) - Tây Thành (西城街道) - Nam Thành (南城街道) - Bắc Thành (北城街道) | - Mẫu Đơn (牡丹街道) - Đơn Dương (丹阳街道) - Nhạc Trình (岳程街道) | - Điền Hộ Đồn (佃户屯街道) - Hà Lâu (何楼街道) - Vạn Phúc (万福街道) |

### Trấn
| - Sa Thổ (沙土镇) - Ngô Điếm (吴店镇) - Vương Hạo Đồn (王浩屯镇) - Hoàng Cương (黄堽镇) | - Đô Ti (都司镇) - Cao Trang (高庄镇) - Tiểu Lưu (小留镇) - Lý Thôn (李村镇) | - Mã Lĩnh Cương (马岭岗镇) - An Hưng (安兴镇) - Đại Hoàng Tập (大黄集镇) - Lã Lăng (吕陵镇) |

### Hương
- Hồ Tập (胡集乡)
- Hoàng Trấn (皇镇乡)